# Спрінгвілл (Вірджинія)
Спрінгвілл (англ. Springville) — переписна місцевість (CDP) в США, в окрузі Тейзвелл штату Вірджинія. Населення — 1043 особи (2020).

## Географія
Спрінгвілл розташований за координатами 37°11′15″ пн. ш. 81°23′23″ зх. д. / 37.18750° пн. ш. 81.38972° зх. д. (37.187613, -81.389715).  За даними Бюро перепису населення США в 2010 році переписна місцевість мала площу 19,34 км², з яких 19,33 км² — суходіл та 0,00 км² — водойми.

## Демографія
Згідно з переписом 2010 року, у переписній місцевості мешкала 1371 особа в 579 домогосподарствах у складі 394 родин. Густота населення становила 71 особа/км².  Було 618 помешкань (32/км²).
Расовий склад населення:
| - 97,3 % — білих - 0,6 % — чорних або афроамериканців - 0,3 % — корінних американців - 0,1 % — азіатів |

До двох чи більше рас належало 1,3 %. Частка іспаномовних становила 0,7 % від усіх жителів.
За віковим діапазоном населення розподілялося таким чином: 21,7 % — особи молодші 18 років, 65,5 % — особи у віці 18—64 років, 12,8 % — особи у віці 65 років та старші. Медіана віку мешканця становила 40,3 року. На 100 осіб жіночої статі у переписній місцевості припадало 99,9 чоловіків;  на 100 жінок у віці від 18 років та старших — 95,1 чоловіків також старших 18 років.
Середній дохід на одне домашнє господарство  становив 38 742 долари США (медіана — 30 379), а середній дохід на одну сім'ю — 45 823 долари (медіана — 38 438). За межею бідності перебувало 16,0 % осіб, у тому числі 19,9 % дітей у віці до 18 років та 7,2 % осіб у віці 65 років та старших.
Цивільне працевлаштоване населення становило 794 особи. Основні галузі зайнятості: виробництво — 20,8 %, фінанси, страхування та нерухомість — 17,3 %, освіта, охорона здоров'я та соціальна допомога — 10,3 %, роздрібна торгівля — 8,9 %.